# Francesco Maturanzio
Francesco Maturanzio (Deruta, 1443 – Pérouse, 21 août 1518) est un écrivain helléniste et un humaniste italien du Quattrocento et du Cinquecento.

## Biographie
Francesco Maturanzio a constitué avec Pietro Vannucci dit le Pérugin, un binôme artistique et culturel ; Maturanzio assista le Pérugin dans les fresques du Collegio del Cambio en le conseillant sur les sujets et en élabora le programme iconographique aux alentours de 1498 en s'inspirant principalement des « Factorum et dictorum memorabilium libri » de Valère Maxime.
Il est l'auteur de la citation latine sous l'autoportrait du peintre : PETRUS PERUSINUS EGREGIUS / PICTOR / PERDITA SI FUERAT PINGENDI / HIC RETTULIT ARTEM / SI NUSQUAM INVENTA EST / HACTENUS IPSE DEDIT, « Pietro Perugino, peintre émérite. Si l'art de la peinture était égarée, il la retrouva. Si elle n'était pas encore inventée, il l'éleva jusqu'à ce point ».
Il quitta sa ville natale de Deruta afin d'accomplir ses études et enseigner en Vénétie (1464) dans les facultés de Vicence et de Vérone et passa une année à Rhodes (1472), où il a étudié le grec.
Un manuscrit conservé à la Biblioteca comunale Augusta de Pérouse atteste sa présence en ville avec des épigrammes et des poésies en éloge des quatre vertus : Prudence, Justice, Force et Tempérance.
Francesco Maturanzio a été influencé par le monde classique, en particulier par Valère Maxime, Lactance et Cicéron. Pour les explications allégoriques des vertus cardinales, il plaçait deux personnages romains sur les côtés ouvrant la scène à une personnalité grecque centrale.

## Publications
- Histoire de Pérouse de 1492 à 1503.

## Sources
- (it) Cet article est partiellement ou en totalité issu de l’article de Wikipédia en italien intitulé « Francesco Maturanzio » (voir la liste des auteurs).